# Tale Spinnin'
Tale Spinnin' is een muziekalbum dat in 1975 werd uitgebracht door de jazzrock-formatie Weather Report.

## Inleiding
Met dit album trok Weather Report meer naar de rock dan naar de jazz. Dit kwam mede onder invloed van nieuwe leden basgitarist Alphonso Johnson en drummer Leon 'Ndugu' Chancler. De voorganger van funkbassist Johnson, puur basgitaar, was Miroslav Vitous die meer hechtte aan de contrabas, hij maakte nog wel het begin van de opnamen mee, maar er ontstonden “muzikale meningsverschillen". Rockdrummer Chancler uit de band van Carlos Santana verving de meer latindrummer Dom Um Romao. Zawinul was danig onder de indruk van Chancler, dat hij hem in eerste instantie vroeg voor één sessie, hetgeen uitliep op een langere periode en stelde ook voor om permanent lid van Weather Report te worden. Chancler bleef echter bij Santana.
De muziek wijzigde ook als gevolg van de toenemende mogelijkheden van de synthesizers, de ARP 2600 kwam op de markt en ook de Moog-synthesizers werden beter. Zawinul sprak dan ook voor het eerst zijn grote arsenaal aan synthesizers en overige toetsenborden maximaal aan. Hij ging zelfs zover dat hij TONTO gebruikte. TONTO staat voor The Original New Timbral Orchestra, en was ook wel  in gebruik bij Stevie Wonder.  Opnamen vonden plaats in de periode februari-april 1975 in de Wally Heider Studios (Studio 3) in Hollywood op het moment dat Chancler daar ook bezig was voor opnamen.

## Stijl
Deze plaat is feestelijker en dansbaarder dan zijn voorgangers. Tot aan deze plaat kon de stijl van Weather Report worden gekenmerkt als impressionistisch en soms neigend naar free jazz. Nummers hadden geen duidelijke vorm en konden (zeker live) verworden tot amorfe klankexperimenten (een aantal uitzonderingen daargelaten). Deze plaat laat echter duidelijkere liedvormen horen. Het basisritme van de nummers is prominenter geworden waardoor de muziek tevens meer dansbaar is geworden zonder dat de typische jazzkenmerken verloren gaan. Opvallend is hier en daar het staccatogebruik van Johnson. De stijlwisseling kwam mede voort uit de toepassing van multitracking en overdubs.
Met deze wijziging onderscheidde Weather Report zich van bijvoorbeeld Soft Machine en het Mahavishnu Orchestra die destijds binnen hun eigen niche in herhaling vielen.

## Musici
- Josef Zawinul - Fender Rhodes, melodica, piano, TONTO synthesizer, ARP 2600 orgel, steeldrums, "oed", "mzuthra", zang, West Africk, xylofoon, bekkens
- Wayne Shorter - Saxofoons
- Alphonso Johnson - Basgitaar
- Leon 'Ndugu' Chancler - Drums, pauken, marsbekkens
- Alyrio Lima - Percussie

## Muziek
| Nr. | Titel                            | Duur |
| --- | -------------------------------- | ---- |
| 1.  | Man in the Green Shirt (Zawinul) | 6:29 |
| 2.  | Lusitanos (Shorter)              | 7:25 |
| 3.  | Between the Thighs (Zawinul)     | 9:33 |

| Nr. | Titel                        | Duur |
| --- | ---------------------------- | ---- |
| 1.  | Badia (Zawinul)              | 5:21 |
| 2.  | Freezing Fire (Shorter)      | 7:29 |
| 3.  | Five Short Stories (Zawinul) | 6:56 |

## Nasleep
Het nadeel van de keus voor Chancler als drummer bleek dus al snel. Voor de promotie van dit album moest de band op zoek naar een nieuwe drummer. Tijdens de concertreeks, waarbij Weather Report ook het RAI Congrescentrum aandeed zat Chester Thompson achter het drumstel en Alex Acuna achter het percussie.
Tale Spinnin' werd niet alleen op stereo-elpee uitgebracht; er verscheen ook een quadrafonische uitgave. Na het oorspronkelijke album verschenen allerlei heruitgaven, niet alleen op compact disc maar ook weer op elpeeformaat (2019).
Bandleden: Joe Zawinul · Wayne Shorter · Jaco Pastorius · Peter Erskine

Miroslav Vitouš · Eric Gravatt · Alphonse Mouzon · Airto Moreira · Alex Acuña · Manolo Badrena · Dom Um Romão · Alphonso Johnson · Victor Bailey · Omar Hakim · José Rossy
Discografie: Weather Report (1971) · I Sing the Body Electric · Live in Tokyo · Sweetnighter · Mysterious Traveller · Tale Spinnin' · Black Market · Heavy Weather · Mr. Gone · 8:30 · Night Passage · Weather Report (1982) · Procession · Domino Theory · Sportin' Life · This Is This